# Bidvest Wits
Der Bidvest Wits Football Club, oft abgekürzt mit Bidvest Wits ist ein südafrikanischer Fußballverein aus Johannesburg. Der Klub, der eng mit der Witwatersrand-Universität verknüpft ist, hieß bis zur Übernahme durch einen Sponsor Wits University Football Club.

## Geschichte
1921 gründeten Studenten der Witwatersrand-Universität den Klub. Zunächst spielte die Mannschaft hauptsächlich bei Einladungsturnieren und nahm später am unterklassigen Fußball in Südafrika teil. 1975 stieg der Klub erstmals in die Erstklassigkeit auf, als er sich für die National Football League qualifizierte. Dort etablierte er sich auf Anhieb in der Spitze und belegte einen dritten bzw. fünften Tabellenplatz. Nach der Spielzeit 1977 brach die Liga auseinander und Wits University schloss sich der National Premier Soccer League an.
1978 gewann Wits University den ersten Titel der Vereinsgeschichte, als im Endspiel um den Landespokal die Kaizer Chiefs mit 3:2 besiegt wurden. In der Liga spielte der Klub keine große Rolle, einzig 1980 meldete er sich mit einem dritten Platz im vorderen Ligabereich. 1983 erreichte der Klub erneut das Pokalfinale, die Moroka Swallows holten sich jedoch den Titel. Im Endspiel des Ligapokals verpasste der Klub seine zweite Titelchance, die Kaizer Chiefs revanchierten sich für die Endspielniederlage im Pokal fünf Jahre zuvor. Im folgenden Jahr gelang jedoch der nächste Triumph in einem Pokalwettbewerb, dieses Mal wurden im Finale der BP Top 8 die Moroka Swallows geschlagen.
Die Mannschaft der Wits University qualifizierte sich 1985 für die neu formierte National Soccer League, in der sie sich im mittleren Tabellenbereich etablierte. Nachdem der Klub 1992 mit einem dritten Tabellenplatz überraschen konnte, fand er sich im folgenden Jahr im Abstiegskampf wieder. Nach dem gelungenen Klassenerhalt belegte die Mannschaft erneut Plätze im Mittelteil der Tabelle. 1995 folgten mit Siegen in der BP Top 8 gegen die Kaizer Chiefs und im Ligapokal gegen die Orlando Pirates zwei weitere Titelgewinne.
2006 übernahm die Bidvest Group den Klub, der sich daraufhin umbenannte. 2010 feierte der Klub seinen ersten Titel unter neuem Namen, als im Finalspiel um den Landespokal AmaZulu Durban mit 3:0 besiegt wurde.